# Yericho Christiantoko
Yericho Christiantoko (* 14. ledna 1992 Indonésie) je indonéský fotbalový obránce, od roku 2014 hráč indonéského klubu Persekam Metro FC.

## Klubová kariéra
- SAD Indonesia (mládež)[pozn. 1]
- CS Visé 2011–2013[3]
- Arema Malang 2013
- Persekam Metro FC 2014–